# Lenslok

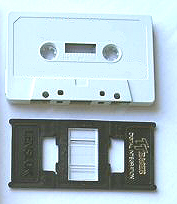
Kaseta audio i Lenslok

Lenslok – zabezpieczenie antypirackie używane w grach i oprogramowaniu komputerowym na 8-bitowym Atari, Commodore 64, Sinclair ZX Spectrum, Sinclair QL, MSX i Amstrad CPC.
Był to zestaw pryzmatów w plastikowej oprawce wielkości kasety magnetofonowej. Przed uruchomieniem gry ukazywał się na ekranie obraz dwóch liter, które należało wpisać. Litery można było odczytać po przyłożeniu do ekranu Lensloka. Nie działało to na zbyt małych i zbyt dużych monitorach.
Najbardziej znaną grą używająca tego systemu było Elite na ZX Spectrum.
Oprogramowanie, które używało tego systemu:
- Elite, wydane przez Firebird
- OCP Art Studio, wydane przez  Rainbird
- Fighter Pilot, wydane przez Digital Integration
- Tomahawk, wydane przez Digital Integration
- TT Racer, wydane przez  Digital Integration
- Jewels of Darkness, wydane przez Level 9 Computing
- The Price of Magik, wydane przez Level 9 Computing
- ACE, wydane przez Cascade Games Ltd
- Graphic Adventure Creator, wydane przez  Incentive Software
- Moon Cresta, wydane przez Incentive Software
- Supercharge, wydane przez  Digital Precision